# Liste der Bodendenkmale im gemeindefreien Gebiet Lohheide
In der Liste der Bodendenkmale im gemeindefreien Gebiet Lohheide sind alle Bodendenkmale des niedersächsischen gemeindefreien Gebietes Lohheide aufgelistet. Die Quelle ist der Denkmalatlas Niedersachsen. Der Stand der Liste ist der 17. Oktober 2024.

## Allgemein
In den Spalten finden sich folgende Informationen des Bodendenkmales :
- Lage        : geographische Koordinaten
- Bezeichnung : Bezeichnung lt. Denkmalatlas
- Beschreibung: Beschreibung lt. Denkmalatlas
- ID          : Objekt-ID
- Bild        : Bild, ggf. zusätzlich mit Link zu weiteren Fotos im Medienarchiv Wikimedia Commons.

## Lohheide
| Lage                        | Bezeichnung             | Beschreibung                                                                           | ID       | Bild |
| --------------------------- | ----------------------- | -------------------------------------------------------------------------------------- | -------- | ---- |
| 52° 47′ 18″ N, 9° 54′ 22″ O | Lohheide 20, Grabhügel  | Rund, Durchmesser ca. 14 m und Höhe ca. 0,8 m.                                         | 28945025 | BW   |
| 52° 49′ 44″ N, 9° 53′ 18″ O | Lohheide 113, Grabhügel | Rund, Durchmesser ca. 25 m und Höhe ca. 0,6 m, abgeflachte Kuppe.                      | 28927832 | BW   |
| 52° 49′ 41″ N, 9° 53′ 18″ O | Lohheide 114, Grabhügel | Rund, Durchmesser ca. 19 m und Höhe bis 0,6 m, abgeflachte, leicht eingesunkene Kuppe. | 28927833 | BW   |
| 52° 50′ 28″ N, 9° 54′ 30″ O | Lohheide 131, Grabhügel | Rund, Durchmesser ca. 16 m und Höhe ca. 0,8 m, Einkuhlungen.                           | 28927954 | BW   |

### Lohheide 51
- ID:28927597
- Laut Piesker ursprünglich eine Gruppe von ca. 30 Grabhügeln. Davon waren 1935 noch 19 im Gelände feststellbar, von denen elf (FStNr. 51 – 61) zwischen 1936 und 1944 von Piesker untersucht  wurden. Von den Grabhügeln FStNr. 51, 54 – 56, 58 – 60 und 62 sind noch deutliche Randreste mit 12  18 m Dm. und 0,4 – 1m H. erhalten. Der kleine Hügel FStNr. 57 wurde offenbar wieder aufgeschüttet. Die restlichen Grabhügel sind nicht mehr vorhanden.

| Lage                        | Bezeichnung | Beschreibung | ID       | Bild |
| --------------------------- | ----------- | --- | -------- | ---- |
| 52° 47′ 37″ N, 9° 53′ 47″ O | Lohheide 51 | Grabhügelrest, annähernd rund, Durchmesser ca. 15 m und Höhe noch ca. 0,4 m, abgeflachte Kuppe, Einkuhlungen an der Oberfläche.        | 28926945 | BW   |
| 52° 47′ 32″ N, 9° 53′ 43″ O | Lohheide 54 | Grabhügelrest, rund, Durchmesser ca. 14 m, Zentrum größtenteils ausgekoffert, besonders im Süden und Westen; Randbereiche erhalten.    | 28927080 | BW   |
| 52° 47′ 32″ N, 9° 53′ 41″ O | Lohheide 55 | Grabhügelrest, rund, Durchmesser ca. 15 m, Zentrum größtenteils ausgekoffert, Randbereiche erhalten.                                   | 28927085 | BW   |
| 52° 47′ 32″ N, 9° 53′ 39″ O | Lohheide 56 | Grabhügelrest, annähernd rund, Durchmesser ca. 18 m, Zentrum größtenteils ausgekoffert; Randbereiche erhalten, durch Tierbaue gestört. | 28927086 | BW   |
| 52° 47′ 32″ N, 9° 53′ 39″ O | Lohheide 57 | Grabhügelrest, Durchmesser ca. 4 m und Höhe ca. 0,2 m, Einkuhlungen.                                                                   | 28927092 | BW   |
| 52° 47′ 29″ N, 9° 53′ 34″ O | Lohheide 58 | Grabhügelrest, annähernd rund, Durchmesser ca. 13 m und Höhe ca. 0,7 m, Zentrum größtenteils ausgekoffert; Randbereiche erhalten.      | 28927202 | BW   |
| 52° 47′ 28″ N, 9° 53′ 34″ O | Lohheide 59 | Grabhügelrest, annähernd rund, Durchmesser ca. 17 m und Höhe ca. 0,8 m, große Teile des Zentrums ausgekoffert; Randbereiche erhalten.  | 28927214 | BW   |
| 52° 47′ 30″ N, 9° 53′ 33″ O | Lohheide 60 | Grabhügelrest, annähernd rund, Durchmesser ca. 12 m und Höhe ca. 0,7 m, Zentrum ausgekoffert; Randbereiche, außer im Süden, erhalten.  | 28927208 | BW   |
| 52° 47′ 31″ N, 9° 53′ 34″ O | Lohheide 62 | Grabhügelrest, rund, Durchmesser ca. 13 m und Höhe ca. 0,7 m, Zentrum ausgekoffert; Randbereiche erhalten.                             | 28927348 | BW   |